# 섀도 오브 더 닌자
《섀도 오브 더 닌자》(Shadow of the Ninja)는 나츠메(현 나츠메 아타리)가 제작한 1990년 횡스크롤 플랫폼 게임이다. 패밀리 컴퓨터 플랫폼으로 개발돼 일본서 1990년 8월 10일 처음 출시됐다. 일본판 원제는 《어둠의 해결사 카게》, 유럽판 제목은 《블루 섀도》이다.
2029년 미래의 뉴욕시를 무대로 두 명의 닌자가 독재자 가루다를 처치하기 위해 임무를 떠나는 내용을 그렸다. 총 14개의 레벨로 구성됐으며 2인용 동시 플레이를 지원한다.
게임보이로 후속작이 발매될 예정이었으나 해당 작품은 《닌자 가이덴》 시리즈에 편입돼 1991년 《닌자 용검전 GB: 마천루 결전》라는 제목으로 출시됐다. 2024년에 리메이크 《카게 섀도 오브 더 닌자》가 출시됐다.

## 출시
미국 잡지 〈게임프로〉는 1991년에 독자 대상으로 개최한 대회에서 10명에게 비밀번호 시스템이 담긴 특수판을 제공한다고 전했다. 닌텐도의 버추얼 콘솔 디지털 플랫폼을 통해 2010년 Wii, 2015년에 닌텐도 3DS 및 Wii U로 재발매됐다. 2020년에 닌텐도 스위치 온라인에 추가됐다.

## 참조

### 주해
1. ↑  일본어: 闇の仕事人 KAGE
2. ↑  Blue Shadow